# Emoia jamur
Emoia jamur — вид сцинкоподібних ящірок родини сцинкових (Scincidae). Ендемік Індонезії.

## Поширення і екологія
Emoia jamur мешкають в південних передгір'ях гірського хребта Джаявіджая на заході Нової Гвінеї, від озера Ямур на схід до басейну річки Лоренц, а також в горах Факфак на півострові Бомберай. Вони живуть у вологих рівнинних і гірських тропічних лісах та в садах.